# 中国仪仗兵
中国仪仗兵，2001年国庆期间在央视一套黄金时间首播的电视连续剧，共八集，每集为相对独立的故事。由曾晓欣导演，佟凡、潘耀武、李本涛等主演。该剧展现了中国三军仪仗队的历史与风采。该剧由中国人民解放军陆海空三军仪仗大队协拍，剧中主要角色范长城的扮演着李本涛即为真正的仪仗兵。该剧曾荣获年第二十届“金鹰奖”优秀作品奖、第二十二届全国电视剧“飞天奖”二等奖、全军优秀电视剧“金星奖”一等奖等奖项。

## 主要演员
- 佟　凡　饰　成天时
- 潘耀武　饰　路　岩
- 李本涛　饰　范长城
- 高志强　饰　高向东
- 洪宇宙　饰　老队长
- 徐　扬　饰　沈　虹
- 嘉　玲　饰　江小涞
- 张玉善　饰　陈司令
- 苗海忠　饰　李南方
- 马　锐　饰　罗振宇
- 马　骏　饰　范敬沂
- 天　顺　饰　夏参谋

## 各集介绍
- 第一集 军旗的故事
- 第二集 夫妻情
- 第三集 战友情
- 第四集 军刀的故事
- 第五集 带兵的故事
- 第六集 香港回归的故事
- 第七集 仪仗兵之爱
- 第八集 大阅兵